# Voortrekker

Bandera dels voortrekkers

Els voortrekkers - literalment en afrikaans "els qui avancen primer", interpretable com "pioners", foren grangers afrikaners, coneguts com a bòers, que en les dècades de 1830 i 1840 van emigrar en una sèrie de moviments de diferents contingents, dirigits per diferents líders, entre ells Louis Trichardt, Andries Hendrik Potgieter, Sarel Cilliers, Pieter Uys, Gerrit Maritz, Pieter Retief, i Andries Pretorius, en un procés que es coneix com a Gran Trek (Great Trek) des de la Colònia del Cap, controlada pels anglesos, a territoris anteriorment poblats per negres (i depoblats a causa de la difaqane originada per Shaka, el rei dels zulus) que es trobaven al nord del riu Orange en el que avui és Sud-àfrica.
Els voortrekkers principalment procedien de la comunitat camperola del Cap Oriental, encara que alguns (com Piet Retief) originalment provenien de Cap Occidental, mentre que altres (com Gerrit Maritz) eren comerciants de les ciutats frontereres. Alguns d'ells eren homes rics: les 33 famílies Voortrekker a la batalla de Vegkop perderen 100 cavalls, entre 4.000 i 7.000 caps de bestiar, i entre 40.000 i 50.000 ovelles. (Aquestes xifres semblen un xic exagerades). D'altres membres dels grups eren trekkboers que tenien una vida seminòmada; tanmateix altres eren emprats, molts dels quals havien estat esclaus només uns quants anys abans.
S'ha parlat molt de les raons per a l'emigració massiva des de la Colònia del Cap al llarg dels anys. La historiografia afrikaner ha emfasitzat les dificultats suportades pels pagesos de frontera de les que en culpaven les polítiques britàniques per a pacificar les tribus xoses. Uns altres historiadors han emfasitzat la severitat de la vida al Cap Oriental (que patia un dels seus períodes regulars de sequera durant els primers anys 1830) comparat amb les atraccions del país fèrtil de Natal, el TransOrange i el Trans-Vaal. Les raons veritables eren òbviament molt complexes i naturalment constaven dels dos factors d'"empenta" (incloent-hi la insatisfacció general de vida sota govern britànic) i "atracció" (incloent-hi el desig d'una vida millor en un país propi.)
Els voortrekkers eren principalment trekkboers (pagesos que emigren) que viuen a les fronteres orientals del Cap. Per això, els seus avantpassats havien establert molt de temps una existència seminòmada de marxar a fronteres d'expansió. Un contingent de voortrekkers emigrava a Natal i negociava un tractat de terra amb el rei dels zulus Dingane. Però Dingaan s'ho repensà i atacà els voortrekkers, matant el seu líder Piet Retief junt amb la meitat dels pobladors voortrekker que els havien seguit a Natal. Aaltres voortrekkers emigraren cap al nord a l'àrea de Waterberg, on alguns d'ells crearen granges i activitats ramaderes que provocaren l'hostilitat dels pobles bantu que hi vivien, ja que es dedicaven a les mateixes activitats.
Andries Pretorius omplia el buit de lideratge que esperava negociar la pau si Dingaan tornava la terra que havia concedit a Retief. Quan Dingaan enviava al voltant de dotze mil guerrers zulu (impis) per atacar el contingent local de voortrekkers, aquests els derrotaren a la batalla del Riu Nacome (anomenat la Batalla de Blood River) el 16 de desembre de 1838. Aquesta data és coneguda com a "Dia de la Promesa" perquè voortrekkers prometeren a Déu que honorarien el dia per haver-los ajudat quan s'enfrontaven a forces molt superiors. La victòria dels voortrekkers assetjat a Riu Nacome es considera un punt d'inflexió. La República de Natalia s'establia el 1839 però fou annexionada per Gran Bretanya el 1843, raó per la qual la majoria dels bòers marxaren cap al nord reunint-se amb un altre grup de voortrekkers que s'havia establert a la regió.
El camí dels voortrekkers era ple de conflictes armats, primer amb els matabeles de Mzilikazi, més tard contra els zulus de Dingane, principalment a causa de la superioritat tecnològica dels seus rifles de repetició. Aquest èxit conduïa a l'establiment d'un cert nombre de petites repúbliques bòers que lentament es transformaven en l'Estat Lliure d'Orange i la República de Transvaal. Aquests dos estats sobreviurien fins a la seva annexió el 1900 per Gran Bretanya durant la Segona Guerra Bòer.
Els voortrekkers són commemorats pel Monument Voortrekker situat en el Turó de Monument que es troba a Pretòria, la capital de la República de Transvaal i l'actual capital administrativa i històrica de Sud-àfrica. A Pretòria se li posava el nom del líder voortrekker Andries Pretorius.
El voortrekkers tenia una bandera distintiva, utilitzat principalment pel voortrekkers que seguien Andries Hendrik Potgieter, raó per la qual és més coneguda com a bandera de Potgieter. Una versió d'aquesta bandera s'utilitzava a Potchefstroom, una de les primeres ciutats bòers independents establertes pels voortrekkers.